# Sebastian Merkle
Sebastian Merkle (* 28. August 1862 in Ellwangen; † 24. April 1945 in Wargolshausen) war ein römisch-katholischer Theologe und Kirchenhistoriker.

## Leben
Sebastian Merkle, jüngster von neun Kindern einer Bauernfamilie, studierte nach seinem Abitur 1882 in Ellwangen am Wilhelmsstift in Tübingen und trat 1886 in das Priesterseminar des Bistums Rottenburg in Rottenburg ein. Am 19. Juli 1887 empfing er die Priesterweihe durch den Bischof von Rottenburg, Karl Joseph von Hefele. Anschließend war er in der Seelsorge in Schwäbisch Gmünd und Schramberg tätig. 1888 wurde er Dozent für Philosophie am Wilhelmsstift in Tübingen, dem Bischöflichen Theologenkonvikt des Rottenburger Bistums, wo er auch 1892 mit einer Arbeit über Giovanni Dominici († 1419) zum Dr. phil. promoviert wurde. Er war Mitglied der Theologengesellschaft Guelfia Tübingen. Merkle war von 1894 bis 1897 zu Forschungsaufenthalten als Stipendiat der Görres-Gesellschaft, insbesondere zur Geschichte des Konzils von Trient, im Vatikanischen Archiv in Rom, in der Nationalbibliothek in Neapel sowie in Spanien, Budapest, Wien und München unterwegs. 1898 wurde er mit einer Arbeit über die Geschichte des Konzils von Trient an der katholisch-theologischen Fakultät Tübingen zum Dr. theol. promoviert.
1898 erhielt er einen Ruf auf den Lehrstuhl für Kirchengeschichte, christliche Dogmengeschichte und christliche Archäologie an die Julius-Maximilians-Universität Würzburg. 1904 wurde er zum Rektor der Universität Würzburg gewählt. 1933 wurde er emeritiert. Merkle trug wesentlich zur Versachlichung des damals äußerst konfliktreichen Verhältnisses von Katholiken und Protestanten bei, etwa als Gutachter im sogenannten Beyhl-Berlichingen-Prozess, wo er die antiluhrerischen Klischees des ehemaligen Jesuiten Gustav Adolf Freiherr von Berlichingen als oberflächlich und falsch zurückwies. Zudem kritisierte er die polemischen Ausfälle des katholischen Kirchenhistorischers Heinrich Denifle in dessen Arbeiten über Martin Luther, wobei er aber darauf hinwies, dass diese auch ein Widerhall der protestantischen Diffamierungen gegen die katholische Wissenschaft seien.
Merkle veröffentlichte zahlreiche wichtige Werke, unter anderem zur Universitätsgeschichte. Sein 1913 erschienener Aufsatz „Vergangenheit und Gegenwart der katholisch-theologischen Fakultäten“ wurde bis auf seinen Widerruf auf den Index der verbotenen Bücher gesetzt. Einer seiner Studenten in Würzburg war Julius Döpfner.
Bei dem Bombenangriff auf Würzburg am 16. März 1945 verlor er seine 25.000 Bände zählende Bibliothek. Er kam bei einem früheren Schüler unter, der Kaplan in Wargolshausen war, und starb kurz darauf aufgrund seines geschwächten Körpers. Er wurde auf dem Dorffriedhof begraben.

## Ehrungen und Auszeichnungen
- Ritter IV. Klasse des Verdienstordens vom Heiligen Michael mit Krone (1913)
- König Ludwig-Kreuz (1915)
- Senator der Deutschen Akademie (1925)
- Korrespondierendes Mitglied der Bayerischen Akademie der Wissenschaften (1931)
- Titel „Geheimer Regierungsrat“ (1922)
- Titel „Geheimer Rat“ (1928)
- Goethe-Medaille für Kunst und Wissenschaft (1937)
- Goldene Gedächtnismedaille durch Papst Pius XI.
- Ehrenmitglied der KDStV Cheruscia Würzburg im CV (1896)
- Ehrenmitglied der KDStV Markomannia Würzburg im CV (1899)
- Ehrenmitglied der K.D.St.V. Gothia-Würzburg im CV (1904)
- Ehrenmitglied der KDStV Thuringia Würzburg im CV (1904)
- Ehrenmitglied des KStV Rheno-Frankonia Würzburg im KV
- Ehrenmitglied des Verbandes der Wissenschaftlichen Katholischen Studentenvereine Unitas[5] (1899)